# Ильмень (озеро, Даниловский район)
И́льмень (др.-рус. Илмерь) — озеро в Даниловском районе Волгоградской области. Региональный памятник природы, имеющий научное и эстетическое значение. Общая площадь поверхности ООПТ: 0,18 км². Размеры озера — 1 км на 200 м, глубина — 3,5 метра. Расположено на высоте 91,4 метра над уровнем моря

## Название
Название ильмень дано по аналогии, так именуют всякий неглубокий водоём, низменное место, залитое водой. Так, согласно Словарю русского языка — слово ильмень означает мелкое озеро с берегами, зарастающими тростником и камышом, представляющее собой остатки рукава или старого русла реки.

## География
Озеро небольшое, вытянутой формы. Основное питание озера осуществляется за счёт весеннего половодья и зимней меженью. Обычно к осени уровень воды в озере понижается. Ледостав с ноября по март.
Расположено неподалёку от реки Медведицы. Водоём относится к водосборному бассейну реки Дон, одной из крупнейших рек в Европейской части Российской Федерации. Находится у подножия большого песчаного возвышения, на котором раскинулась старинная слобода Даниловка — ныне посёлок городского типа (ок. 5 тыс. чел.), административный центр Даниловского района Волгоградской области.
Водоём привлекателен для местных жителей и рыбаков из других районов области. Здесь много небольших заводей, зарослей камыша, создающих оптимальные условия для обитания и размножения рыбы (карась, щука и др.) водоплавающей птицы (утки, гуси и др.). Является одним из важнейших участков международного размножения дневных хищных и значения водоплавающих птиц, внесённых в Красную книгу